# Бобровникова Владлена Едуардівна
Владлена Едуардівна Бобровникова (нар. 24 жовтня 1987, Краснодар, СРСР) — російська гандболістка команди «Ростов-Дон» і збірної Росії. Заслужений майстер спорту. Майстер спорту. Олімпійська чемпіонка ігор 2016 року в Ріо-де-Жанейро.

## Досягнення

### Клубні
- Чемпіонка Італії: 2011/2012
- Переможниця Кубка Італії: 2010, 2011
- Чемпіонка Росії: 2015[3]
- Володар Суперкубка Росії: 2015[3]

### У збірній
- Олімпійська чемпіонка: 2016

## Нагороди
- Орден Дружби (25 серпня 2016 року) — за високі спортивні досягнення на Іграх XXXI Олімпіади 2016 року в місті Ріо-де-Жанейро (Бразилія), проявлені волю до перемоги і цілеспрямованість[6].